# Regenboogschoteltje

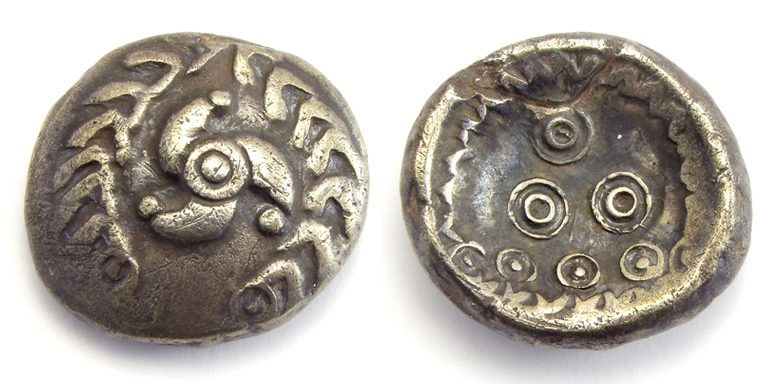
Rijnkelten, elektrum Regenboogschoteltje. Triskellum op voorzijde.

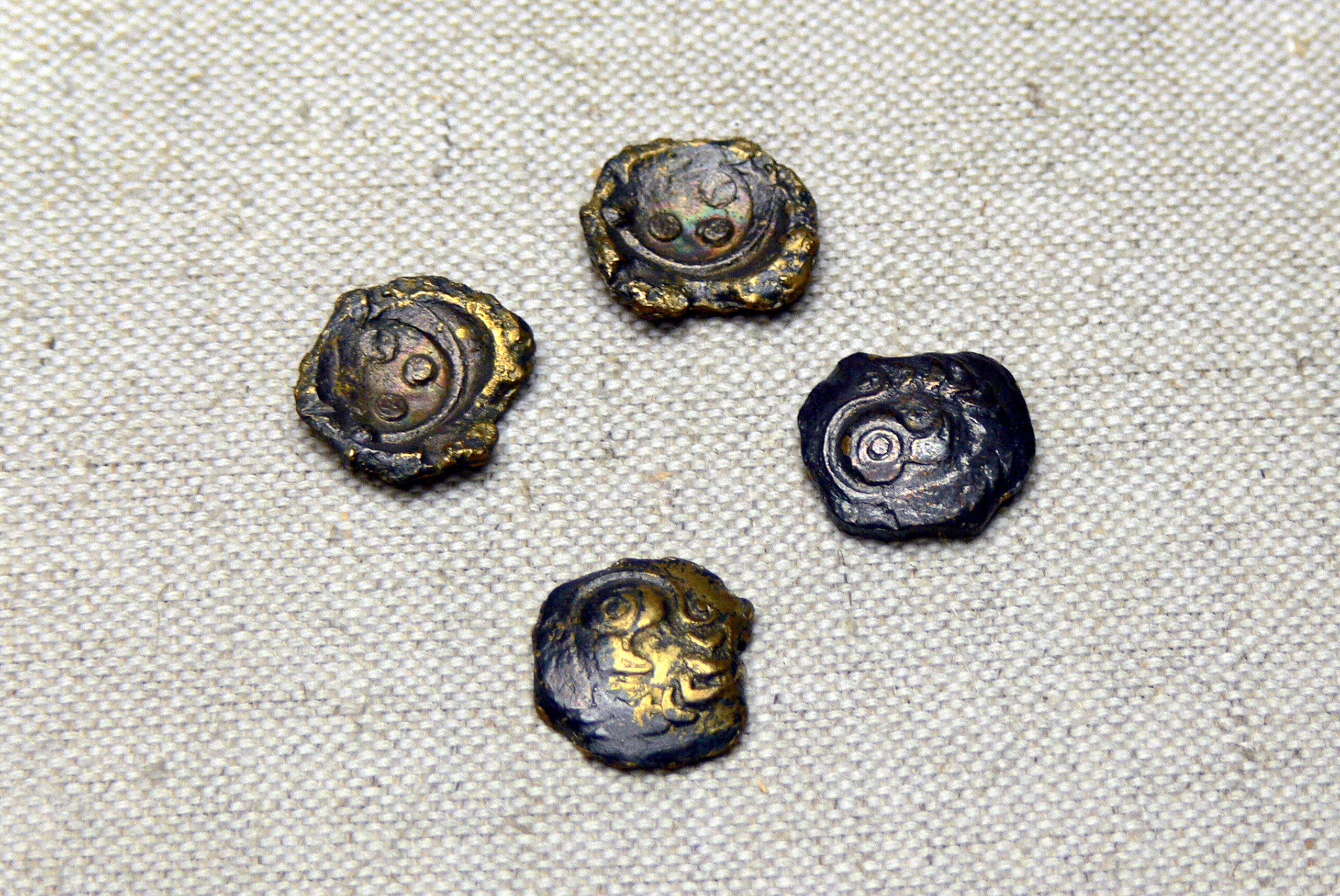
Regenboogschoteltjes, gevonden op het terrein van de keltische nederzetting Boiodurum. Later werd er op die plek het Romeinse kasteel Boiotro gebouwd, gelegen aan de oever van de Inn in Passau, Beieren.

Een regenboogschoteltje, eigenlijk een type stater, is een bijzondere munt uit de IJzertijd die in de laatste eeuwen vóór het begin van onze jaartelling vervaardigd is, onder meer door stammen uit het Rijngebied. In Nederland, bijvoorbeeld in de Betuwe, in het Noord-Brabantse Lieshout, in het Limburgse Echt, in het Belgische Beringen of het Duitse Rijnland, Hessen en Beieren zijn op verschillende plaatsen regenboogschoteltjes aangetroffen. 
Regenboogschoteltjes zijn qua vorm schotelvormig (dus niet plat, zoals onze moderne munten) en zijn gemaakt van zilver met een beetje goud en koper. Aan de ene kant is vaak een triskelion of driebeen afgebeeld, en aan de andere kant een aantal rondjes. Het is een klein muntje, met een middellijn van circa 16 à 20 mm.
De naam regenboogschoteltje is voortgekomen uit het idee dat deze munten ontstonden op de plek waar de regenboog de grond raakt, omdat deze vaak gevonden werden na zware regenval. Over de functie van de schoteltjes en de identiteit van de makers bestaat nog veel onduidelijkheid. Naar aanleiding van historische bronnen vermoedt men dat ze niet gebruikt werden als munt voor gewoon betalingsverkeer.
In 2018 werden twee muntschatten met regenboogschoteltjes aangetroffen in de regio Sittard-Geleen. In de regio zijn 130 verschillende muntschatten ontdekt. Onderzoekers denken dat het begraven van de schatten in verband kan worden gebracht met de genocide op de Eburonen in de ijzertijd.